# Abdel Rahman Arif

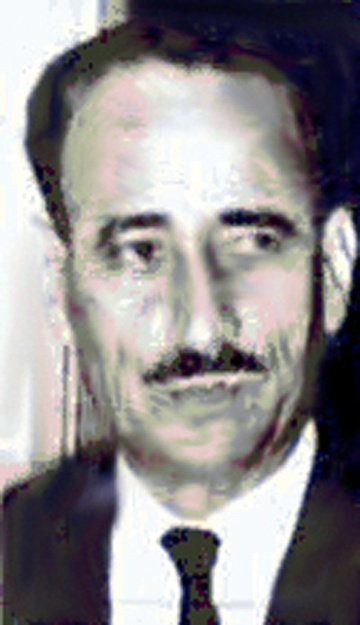
Abdel Rahman Arif

Abdel Rahman Arif (Arabisch: عبد الرحمن محمد عارف الجميلي, `Abd al-Raḥmān `Ārif) (Bagdad, 1916 - Amman, 24 augustus 2007) was een president van Irak van 1966 tot 1968 en in 1967 eveneens premier.
Abdel Rahman Arif was de broer van Abdel Salem Arif. Net als zijn broer volgde hij een militaire opleiding en werd hij lid van de Vrije Officieren. Hij was nauw betrokken bij de staatsgreep van juli 1958 die de monarchie ten val bracht. Na het helikopterongeluk van 1966 waarbij zijn broer, president Abdel Salem Arif (1922-1966) om het leven kwam, volgde Abdel Rahman Arif hem op. Na de staatsgreep van juli 1968 werd hij afgezet en op een vliegtuig naar het buitenland gezet. Tijdens zijn ballingschap maakte hij een pelgrimstocht naar Mekka. Later kon hij naar Irak terugkeren.
Abdel Rahman Arif overleed op 91-jarige leeftijd.
- Bibliothèque nationale de France: cb162969244 (data)
- Gemeinsame Normdatei: 1167895495
- International Standard Name Identifier: 0000 0004 4773 9179
- Library of Congress Control Number: n2015015471
- Nationale Bibliotheek van Israël: 987007411054205171
- Virtual International Authority File: 315533033
- WorldCat: E39PBJdWXjjjRqYRW4b7gxRdwC